# Сергије Нуромски
Сергије Нуромски (Вологда, Обнорски, средина 14. века - 1412) - руски светац, чудотворац, монах, ученик светог Сергија Радоњешког. Грк по пореклу. Помиње се 7. октобра (по јулијанском календару), у Сабору светих атонских и Радоњешких светитеља. Оснивач Спасо-Нуромског манастира.

## Биографија
Сергије се замонашио на Светој гори Атос. У другој половини 14. века прелази у Русију, у манастир Сергија Радоњешког, да би под његовом командом наставио монашки живот. Овде је остао неколико година, у послушности игуману Тројичког манастира. Тада је Сергије пожелео да се повуче у пусто место како би више времена проводио у молитвама и духовном самоусавршавању. Упутивши молбу игуману, Сергије је добио благослов и повукао се у Вологдске шуме, на реку Нурму, где је сазидао капелу. Неколико пута је, живећи у самоћи, био нападнут од стране разбојника, али сваки пут је успео да спасе свој живот. Временом се око 40 монаха окупило око светитеља да води монашки живот. Заједно су подигли храм Воздвижења Часног Крста Господњег и неколико келија. Недалеко од манастира пустињачки живот је водио свети Павле Обнорски, који је често разговарао са Сергијем, долазио у његов манастир по савет. Неколико година после упокојења светог Сергија пронађене су његове мошти. Црквено поштовање Сергија Нуромског почело је 1546. године. Описано је око 80 чудеса које је извршио светитељ.
Спасо-Нуромски манастир је основан 1387. године. Зграде манастира, укључујући две цркве: Воздвижење Часног Животворног Крста и Рођења Христовог, биле су потпуно дрвене. Спасо-Нуромски манастир је у приоду 15.-17. века био активан у економској делатности. Манастир се сматрао другим у епархији после саборног манастира. Иза манастира је 1714. године пописано 14 села. До затварања 1764. године имало је 380 сељака. Након затварања претворена је у сеоску цркву. До 1890. године црква је имала два спрата, четири олтара, а у њој су се налазиле поштоване иконе из 17. века.
1933. године власт је затворила цркву. Радови на рестаурацији су још у току .